# Piotr Szafranow
Piotr Grigorjewicz Szafranow (ros. Пётр Григорьевич Шафранов; ur. 9 stycznia?/22 stycznia 1901 we wsi Bolszoje Frołowo w Tatarstanie, zm. 4 listopada 1972 w Moskwie) – radziecki dowódca wojskowy, generał pułkownik, Bohater Związku Radzieckiego (1945).

## Życiorys
Od października 1919 służył w Armii Czerwonej, uczestniczył w wojnie domowej, walczył m.in. z oddziałami fińskimi, litewskimi i armią Wrangla na Froncie Południowym, a od maja do listopada 1922 na Froncie Turkiestańskim przeciw basmaczom. W 1923 skończył kursy artyleryjskie w Saratowie i został pomocnikiem dowódcy plutonu w 44 Dywizji Strzelców w Żytomierzu, od października 1923 do października 1926 był dowódcą plutonu i pomocnikiem dowódcy baterii 99 pułku artylerii w Czerkasach, od 1926 należał do WKP(b), 1926–28 uczył się w szkole artylerii w Kijowie i Sumach. W latach 1928–30 był dowódcą baterii i p.o. naczelnika szkoły pułkowej w Pskowie, 1930–34 uczył się w Akademii Wojskowo-Technicznej/Akademii Artyleryjskiej im. Dzierżyńskiego, w której następnie został adiunktem, od maja 1935 do września 1937 był inżynierem, a od września 1937 do lipca 1938 szefem wydziału Głównego Zarządu Artylerii Armii Czerwonej. Później został szefem sektora i wydziału w Komitecie Obrony przy Radzie Komisarzy Ludowych ZSRR, od lipca do października 1941 dowodził 778 pułkiem artylerii 247 Dywizji Strzeleckiej w składzie 31 Armii Frontu Rezerwowego, potem został dowódcą artylerii 249 Dywizji Strzeleckiej w składzie 22 i 4 Armii Uderzeniowej na Froncie Kalinińskim i Północno-Zachodnim, brał udział w walkach w rejonie m. Pieno, Seliżarowo, Ostaszków, Toropiec i Wieliż. Od września 1942 do września 1943 dowodził 16 Gwardyjską Dywizją Strzelecką, uczestniczył m.in. w operacji orłowskiej, od września 1943 do października 1944 dowodził 36 Gwardyjskim Korpusem Strzelców w składzie 11 Gwardyjskiej Armii na Froncie Briańskim/2 Nadbałtyckim/1 Nadbałtyckim/3 Białoruskim, latem 1944 wyróżnił się podczas operacji białoruskiej. Od października do grudnia 1944 dowodził 5 Armią, a od grudnia 1944 do maja 1945 31 Armią 3 Frontu Białoruskiego/1 Ukraińskiego, uczestniczył w walkach w Prusach Wschodnich i na Śląsku, następnie w operacji praskiej. Po wojnie nadal dowodził 31 Armią, 1948 ukończył Wyższe Kursy Akademickie przy Wyższej Akademii Wojskowej im. Woroszyłowa, od sierpnia 1948 do czerwca 1952 dowodził wojskami Donbaskiego Rejonu Obrony Przeciwlotniczej, od czerwca 1952 do kwietnia 1954 Bakijskiego, następnie Uralskiego Rejonu Obrony Przeciwlotniczej. W latach 1954-1955 dowodził Uralską Armią Obrony Przeciwlotniczej, był zastępcą dowódcy wojsk Uralskiego Okręgu Wojskowego ds. wojsk obrony przeciwlotniczej kraju, od maja 1955 do lipca 1956 zastępcą dowódcy wojsk Zakaukaskiego Okręgu Wojskowego ds. wojsk obrony przeciwlotniczej kraju, od lipca do grudnia 1956 szefem katedry obrony przeciwlotniczej Wyższej Akademii Wojskowej, potem naczelnikiem Wojskowej Akademii Dowódczej Obrony Przeciwlotniczej. 18 lutego 1958 otrzymał stopień generała pułkownika, w latach 1959–65 był przedstawicielem Głównego Dowództwa Zjednoczonych Sił Zbrojnych Państw-Stron Układu Warszawskiego w Węgierskiej Armii Ludowej, następnie zakończył służbę wojskową. Był deputowanym do Rady Najwyższej ZSRR 3 kadencji (1950–54). Został pochowany na Cmentarzu Nowodziewiczym.

## Odznaczenia
- Złota Gwiazda Bohatera Związku Radzieckiego (19 kwietnia 1945)
- Order Lenina (dwukrotnie)
- Order Czerwonego Sztandaru (trzykrotnie)
- Order Suworowa II klasy
- Order Kutuzowa II klasy
- Order Bohdana Chmielnickiego II klasy

I medale ZSRR oraz ordery zagraniczne.